# Джонка

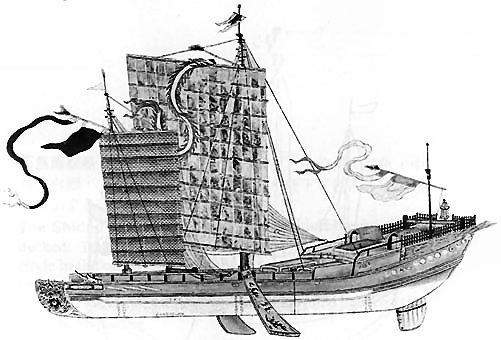
Джонка варіанта 13-го століття, Династія Сун

Джонка — традиційне китайське і японське вітрильне судно для плавання по річках і поблизу морського узбережжя. До недавнього часу широко використовувалися у водах Південно-Східної Азії. Слово походить від малайського djong, що в свою чергу є викривленням південноміньського слова 船, чунь, що означає «судно».
Відмінні риси джонки — вітрила з бамбукових рей і циновок у формі чотирикутника (джонкові вітрила), а також підняті ніс і корма. Вітрила можна згортати на зразок жалюзі. Масивне стерно замінює кіль. Число щогл сягає п'яти.
Точний час винаходу джонки невідомо, під час династії Хань вони вже були широко поширені. У ранньому середньовіччі джонки використовувалися у військових цілях, вже тоді запливаючи у води Індонезії і навіть Індії.
З часом джонки увійшли до вживання по всій Східній Азії і стали використовуватися для тривалих морських переходів. У 1846–1848 роках 800-тонна гонконгська джонка «Кхеїн» обігнула мис Доброї Надії і стала першим китайським судном, які кинули якір на рейді Нью-Йорка. В Англії цю дивину відвідала сама королева Вікторія.
З переходом військового флоту на парову основу джонка зберігала значення високоманевреного вантажного судна. У деяких районах В'єтнаму джонки використовуються і досі, як плавуче житло.

## Галерея

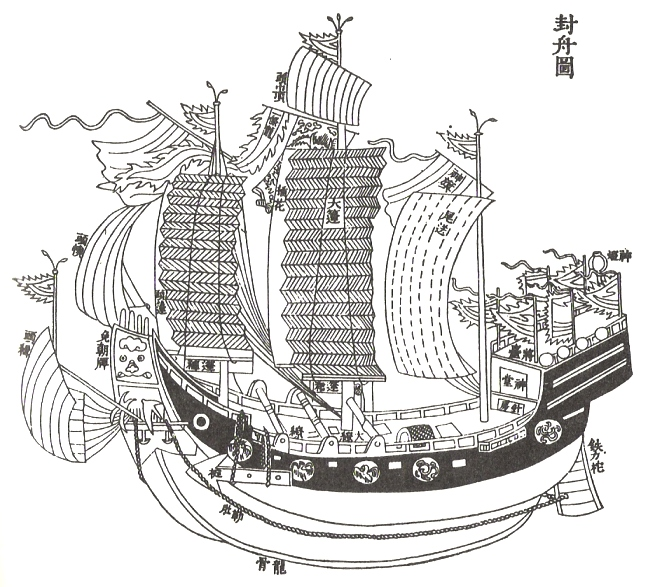
Джонка 15-го століття. Династія Мін
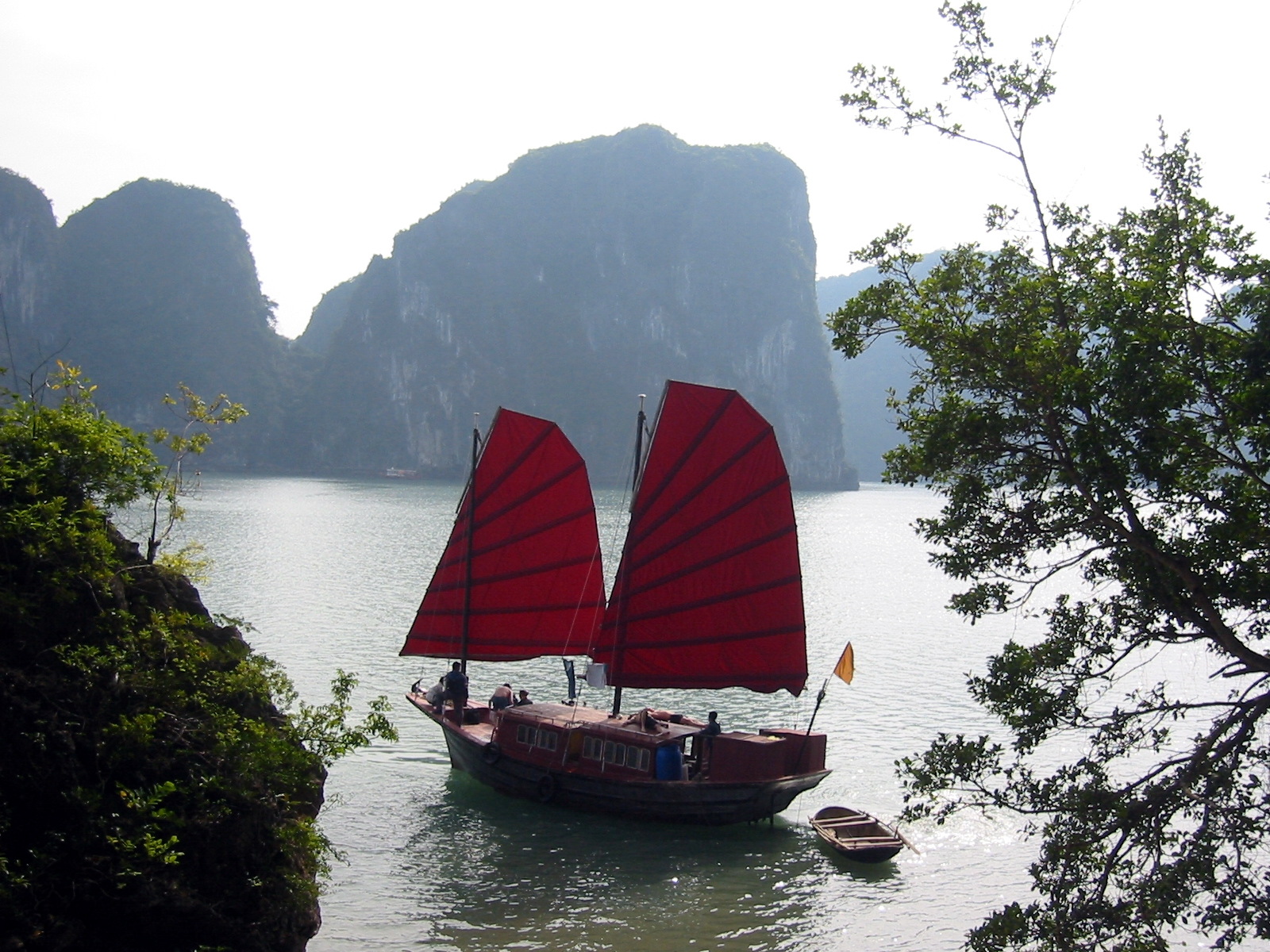
Сучасна в'єтнамська джонка.
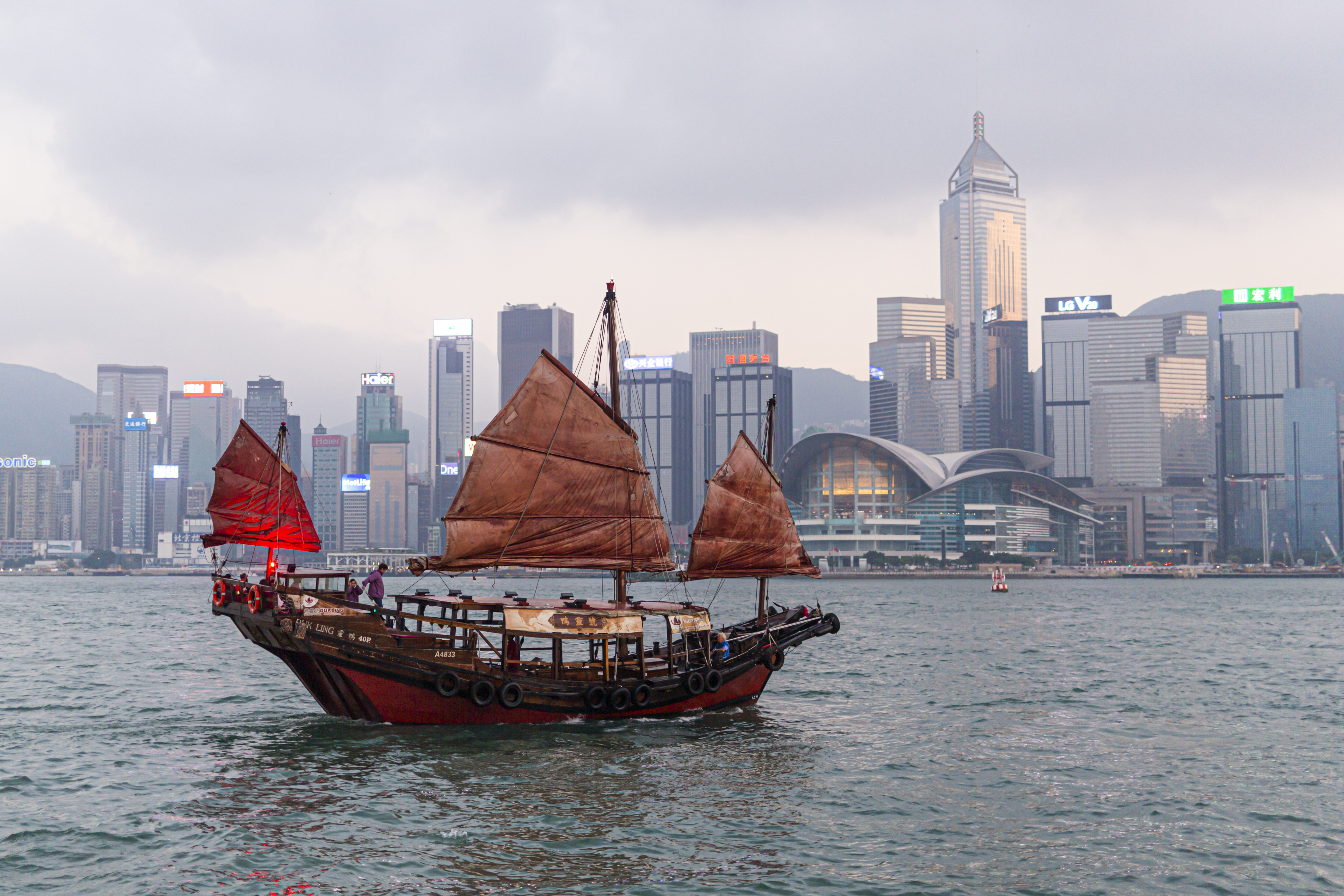
Сучасна джонка біля берегів Гонконга в 2006 році